# Metalleux
 (août 2011).

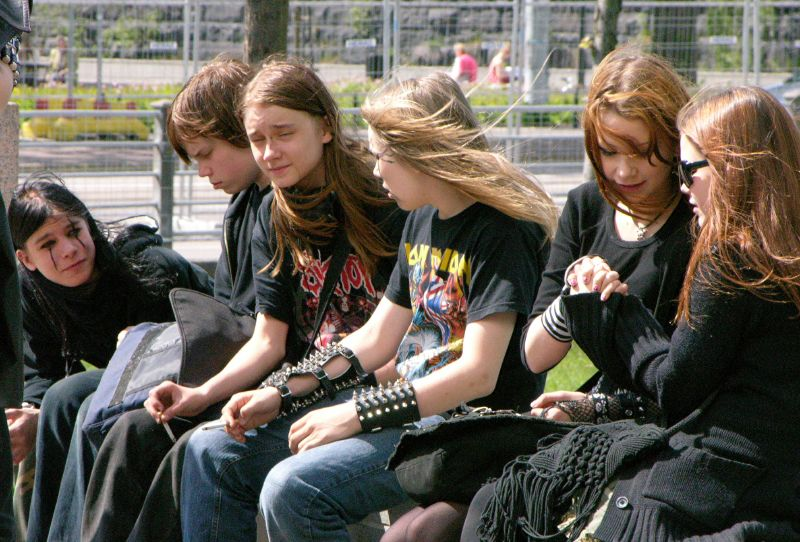
Jeunes metalleux.

Un metalleux est une personne adhérant à la culture heavy metal en général ; musiciens et amateurs. On parle aussi de hardos ou de hardeux (en référence au hard rock, terme qui désignait le metal dans son ensemble dans les années 1980). Les termes anglophones metalhead et headbanger sont aussi parfois utilisés en français pour désigner les metalleux. La culture metal est une sous-culture underground.
De manière générale, les metalleux, de tous les genres de metal, portent des cheveux longs. Ils revêtent souvent un t-shirt à l'effigie de l'un des groupes duquel ils sont fans. D'autres éléments de la mode des metalleux incluent des vêtements en cuir ou en jean, des accessoires en cuir (mitaines/gants, bracelets, colliers) ainsi que des clous, chaînes et anneaux métalliques portés sur tous types de pièces vestimentaires. Le piercing et le tatouage ne sont pas rares mais propres à des genres relativement modernes (les styles gothique, punk, emo et metalleux, issus de mouvements très différents, sont souvent confondus à cause de leurs quelques points communs esthétiques).
La culture metal s'est d'abord développée au Royaume-Uni, mais s'est rapidement répandue dans les pays occidentaux et s'est beaucoup diversifiée. La culture entourant le metal a fortement aidé cette dernière à durer plus longtemps que les autres styles de musique rock. Bien que souvent associé à la jeunesse, le mouvement metalleux est présent dans toutes les tranches d'âge et la culture metal a touché de nombreux pays, y compris les plus stricts et conservateurs.

## Philosophie et valeurs
Les metalleux véhiculent une image d'agressivité du fait de la musique qu'ils écoutent, de leur code vestimentaire et de la pratique des pogos. L'imagerie arborée par les pochettes d'album et les produits dérivés reflète souvent cet aspect : les thèmes récurrents sont le fantastique, la guerre et l'athéisme ainsi que des thèmes plus extrêmes comme le satanisme, la mort, la morbidité. Il est cependant impossible de définir une image unique de la culture metal, car la nouvelle génération de metalleux a tendance à rejeter cette image agressive, considérant qu'elle fait simplement partie du folklore de la musique metal et qu'elle n'est pas à prendre au sérieux, alors que d'autres la revendiquent.

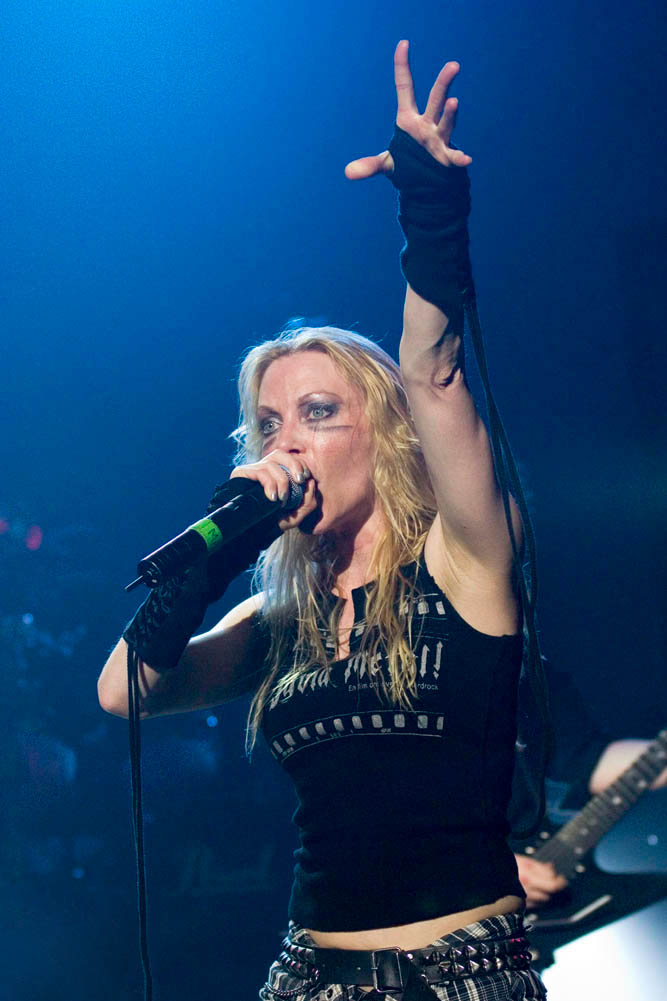
Angela Gossow, ancienne chanteuse du groupe Arch Enemy

Le public metal est majoritairement masculin. Cependant, de plus en plus de femmes rejoignent le mouvement metal ou deviennent leaders de groupes de musique. À titre d'exemple, le Metal Female Voices Fest, qui rassemble des groupes dont le chanteur est une femme, se tient annuellement en Belgique depuis 2003.
Le mouvement metal n'a pas d'allégeance politique particulière. Cependant, il existe des metalleux et des groupes de metal exprimant des idées politiques d'extrême droite (comme par exemple les groupes de national socialist black metal (NSBM)), d'extrême gauche, libertarianistes et bien d'autres. De plus, la majorité des métalleux sont critiques envers les religions organisées et ont peu de respect pour celles-ci. Cependant, les critiques envers cette face de la musique métal sont bien souvent disproportionnées, les groupes racistes, nazis ou « satanistes » restant minoritaires.
Souvent, les valeurs sont divisées selon les sous-genres de metal. En effet, le thrash metal utilise surtout les thèmes de la violence et des problèmes sociétaux et politiques tandis que le power metal traite principalement d'épopées et de fantastique. De son côté, le black metal aborde des sujets traitant de satanisme, de paganisme et d'anti-chrétienté tandis que le death metal traite de violence et de mort. Enfin, le folk metal se réfère souvent à l'histoire des Vikings, au paganisme, à la mythologie nordique et à d'autres éléments traditionnels de différentes cultures.
Bien que les metalleux soient souvent stéréotypés comme étant peu intelligents par des films comme Wayne's World ou par des séries comme Beavis et Butt-Head (Beavis and Butt-head) par exemple, certains metalleux sont considérés comme étant des intellectuels de par leur façon différente de voir le monde. De plus, de nombreux metalleux sont attirés par des sujets comme la philosophie, l'histoire, la littérature et l'ésotérisme.

## Histoire
Les metalleux étaient initialement issus du milieu ouvrier et de la classe moyenne, mais on en trouve aujourd'hui dans tous les secteurs de la société. La musique heavy metal commença à se développer à la fin des années 1960 au Royaume-Uni et aux États-Unis en s'inspirant de groupes de hard rock et en combinant le blues et le rock pour développer ce qui est maintenant appelé le heavy metal traditionnel. Black Sabbath est considéré par beaucoup comme le premier groupe de Heavy Metal ; il sort son premier album, Black Sabbath, en 1970. Des groupes comme Led Zeppelin et Deep Purple ont joué un rôle important dans le développement du genre et sont parfois considérés comme étant du heavy metal par certains. Cependant, c'est surtout au milieu des années 1970 que le metal devint populaire. La culture metal s'est donc développée au cours des décennies 1970 et 1980. Par la suite, tout comme la musique metal qui se diversifie en plusieurs sous-genres, la culture metal se diversifie et s'étend au niveau mondial. Cependant, c'est dans les pays développés comme ceux de l'Europe de l'Ouest que l'on retrouve les plus grandes concentrations de métalleux.
À la fin des années 1980 et au début des années 1990, le death metal et le black metal, nés au début des années 1980 du thrash metal, commencent à dominer la scène de la musique metal. Cela a eu pour effet de diviser les metalleux selon la musique dont ils sont fans et selon le système de valeurs qui est associé à chacun des genres. D'un autre côté, beaucoup de metalleux sont fans de plus d'un sous-genre de metal.

## Esthétique

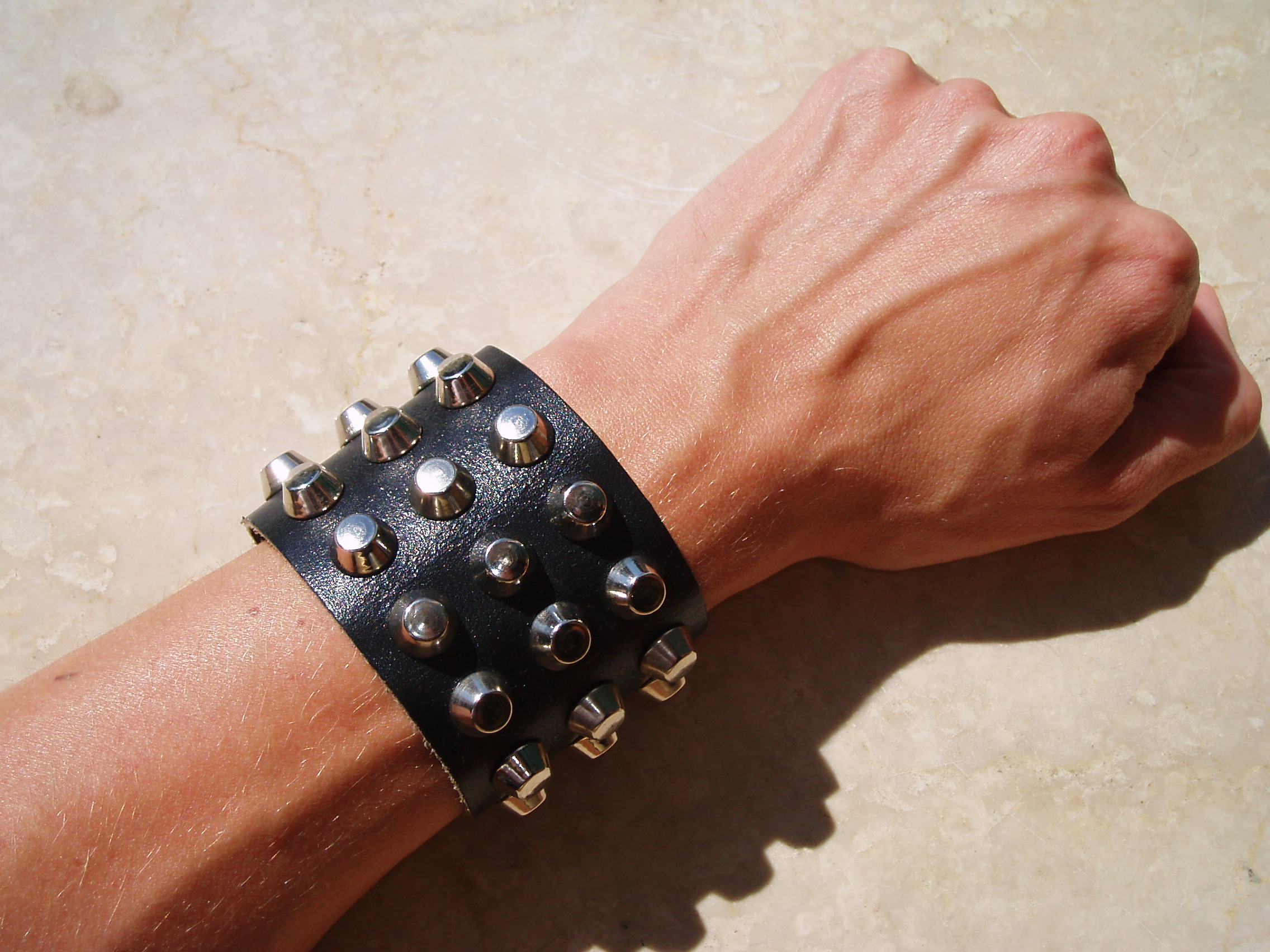
Bracelet clouté

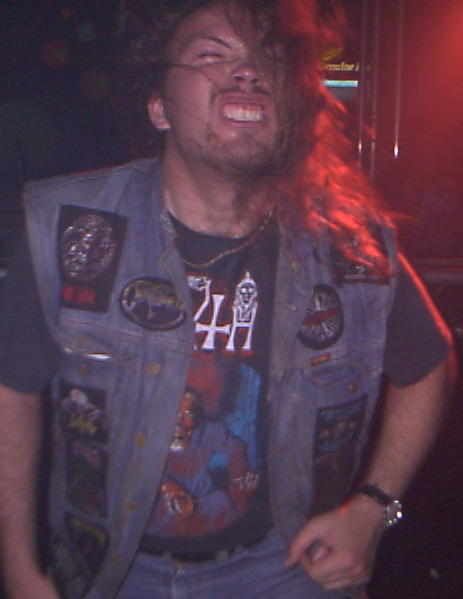
Un metalleux portant une kutte

La mode vestimentaire est un aspect important de la culture du metal. Bien entendu, tout comme la musique metal elle-même, cette mode a beaucoup changé au cours des décennies tout en conservant certains éléments fondamentaux. Typiquement, la mode heavy metal des années 1970 et 1980 comprenait des jeans bleus serrés, des bottes de motocyclistes ou des bottines et des t-shirts noirs portés avec une kutte qui est une veste sans manche faite de denim ou de cuir et blasonnée de patchs à l'effigie de groupes de heavy metal. Il arrive que cette veste soit portée par-dessus un manteau noir comme un perfecto. À l'instar des autres sous-cultures de l'époque comme les punks, le port d'emblèmes et de logos permettaient d'afficher ses intérêts. Le t-shirt porté était aussi souvent à l'effigie d'un groupe. Le genre motard, habits de cuir, est notamment popularisé par le groupe Judas Priest.

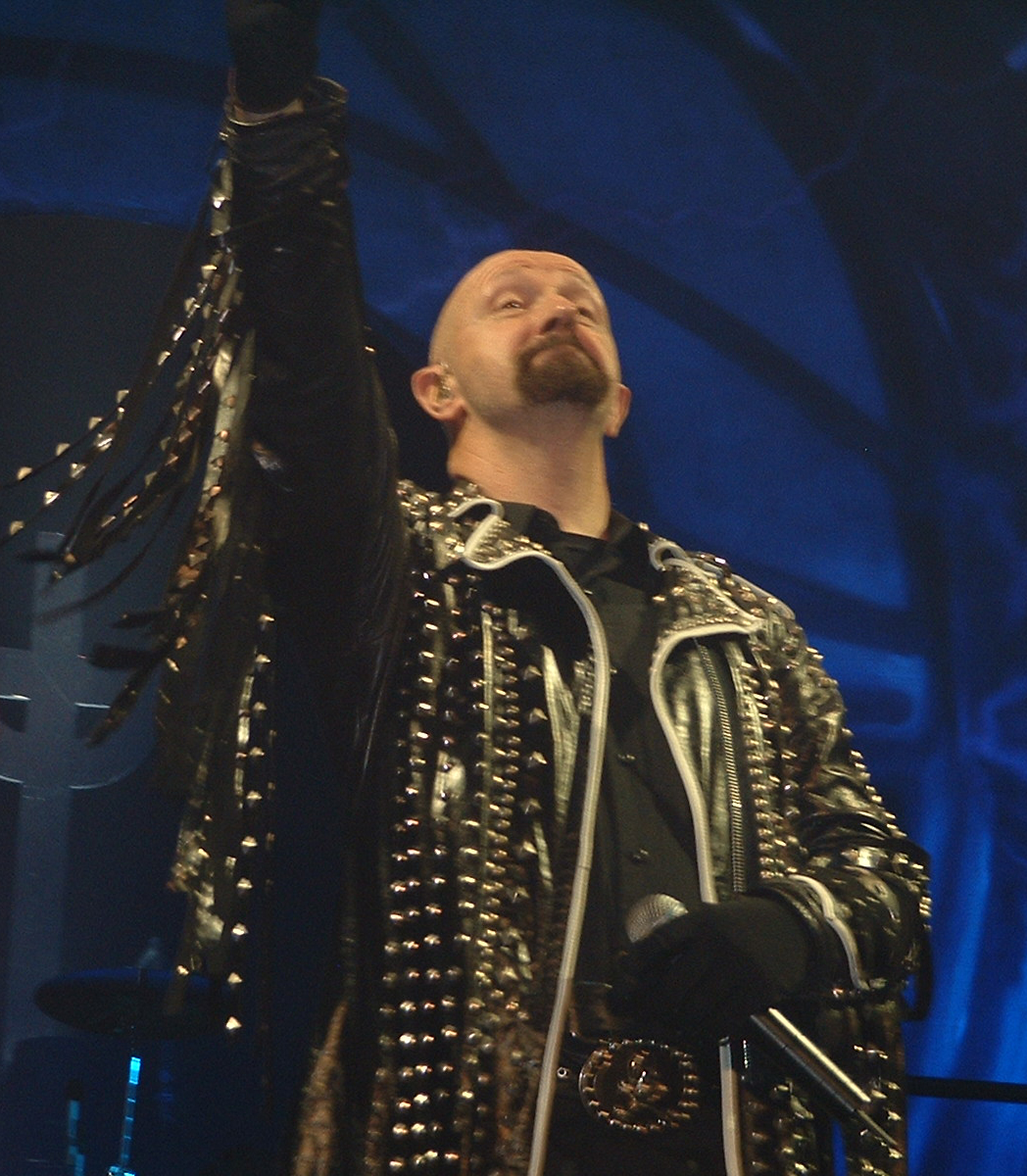
Rob Halford, chanteur de Judas Priest, portant un manteau de cuir clouté

En plus de ces habits, des bijoux et d'autres accessoires pouvaient être portés. Ceux-ci incluent des bracelets de cuir cloutés, des ceintures faites de balles de fusil (en fait, de douilles provenant d'une ceinture de munitions de mitrailleuse), des chaînes ainsi que des anneaux représentant des têtes de mort et d'autres designs inspirés de films d'horreur. Des clous sont souvent ajoutés sur des pièces vestimentaires comme un manteau de cuir. Les cheveux étaient généralement longs jusqu'à ou au-delà de l'épaule ou en coupe mullet.
Avec les genres de metal se diversifiant et devenant plus extrêmes avec la fin des années 1980 et le début des années 1990, la mode metal change de direction. En effet, le death metal et le black metal commencent à dominer la culture metal et la mode associée au genre reflète ce changement. Une influence grandissante du mouvement gothique, de la musique industrielle et du punk hardcore devient plus évidente : des jeans noirs, des pantalons de style militaire commencent à remplacer le traditionnel jeans bleu, les chandails à manches longues tendent à remplacer la veste plaquée de patchs et les bottes militaires deviennent populaires. De plus, quelques accessoires populaires lors des décennies précédentes deviennent moins importants au sein de la culture.

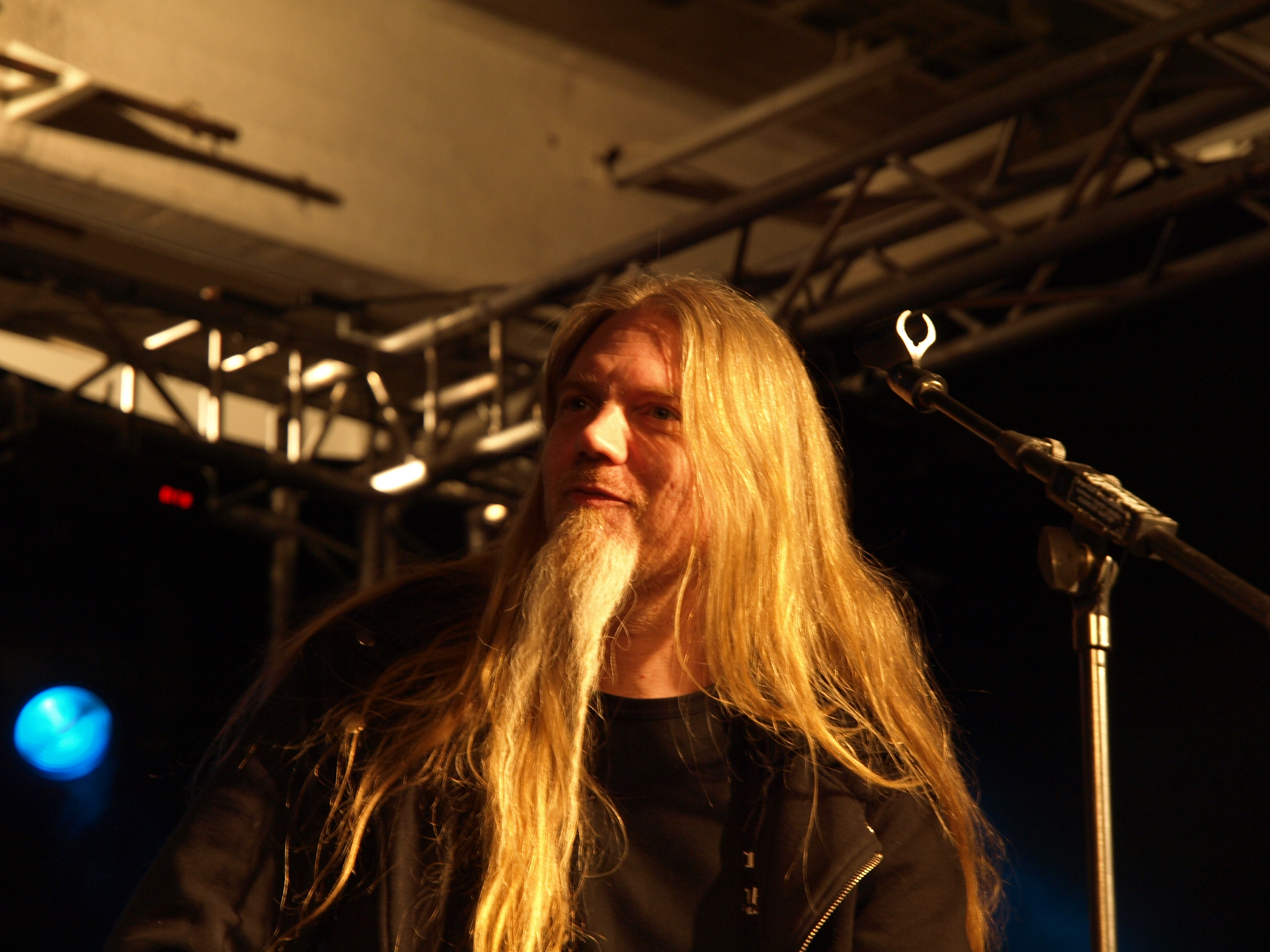
Marco Hietala, bassiste de Nightwish et de Tarot, portant les cheveux et la barbe longs

La vague de coupage de cheveux qui a pris place dans le courant plus commercial et dominant de la scène en Amérique ne semble pas avoir influencé les genres de metal plus extrêmes et davantage underground. Les musiciens et les fans de death et de black metal sont fidèles au port des cheveux longs et ont tendance à arborer des cheveux droits tombants beaucoup plus bas que les épaules. Le port d'une longue barbe est aussi devenu populaire. Généralement, les métalleux qui portent les cheveux courts appartiennent au genre nu metal ou metalcore. Ces derniers ont vu quelques facettes de la culture hip-hop influencer leur mode comme le port de vêtements sportifs, de dreadlocks et de vêtements de marque. Les metalleux des genres plus extrêmes ont tendance à rejeter ce groupe de la culture metal en général.
Cependant, un grand nombre de metalleux ne peuvent pas arborer les cheveux longs en raison de leur travail : soit en raison du danger selon le corps de métier, soit en raison des exigences du métier (pompiers, armée, police etc.) ou encore selon le secteur d'activité (vente, communication etc.), il n'est donc plus très rare de voir des fans et des musiciens aux cheveux courts, qui ont dû couper leurs cheveux longs, à la suite de leur entrée dans la vie active, néanmoins ils restent très bien intégrés dans les rassemblements de métalleux, et pour ce qui est des musiciens, il n'est plus choquant de voir un groupe de black metal dont tous les membres ou presque ont les cheveux courts.
Cela témoigne de la bonne intégration des métalleux à la fois dans la société et dans le monde du travail, tout en gardant leurs attaches au monde du metal.

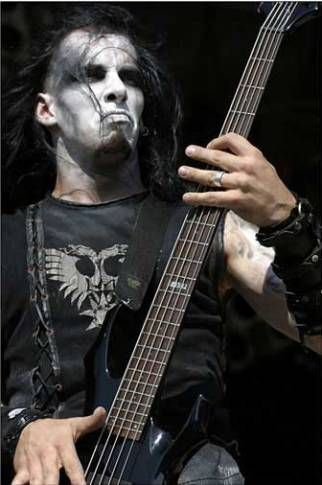
Orion, bassiste de Behemoth, portant du corpse paint

Certains metalleux, presque uniquement des musiciens lorsqu'ils sont sur scène et principalement ceux du genre black metal, s'appliquent du maquillage noir et blanc au visage pour se donner une allure démoniaque. Ce maquillage est appelé le corpse paint (littéralement, peinture de cadavre).
Au début du XXIe siècle, une renaissance de la mode des années 1980 s'est déroulée principalement causée par le nombre croissant de jeunes s'intéressant au heavy metal de l'époque et à l'émergence de nouveaux groupes adoptant le style vestimentaire des années 1980. Plusieurs jeunes metalleux aujourd'hui portent les cheveux longs et des t-shirts noirs ainsi que des vestes de cuir ou de denim comme les metalleux des années 1980. Même les jeans serrés populaires dans les années 1980 ont fait leur réapparition dans la mode de plusieurs genres de rock et du heavy metal. Cependant, ceux-ci ne sont plus toujours bleus, mais sont d'une variété de couleurs allant du gris au noir et même de couleurs plus vives.

## Aspects sociaux
Au lieu des danses typiques, les metalleux pratiquent le headbang, le pogo, le mosh pit et le air guitar. Le headbang correspond à un mouvement de balancement de haut en bas de la tête en suivant le rythme de la musique. Une variante du headbang est le windmill (littéralement, le moulin à vent) où la tête effectue plutôt des rotations. Le windmill est surtout exécuté par les metalleux qui ont les cheveux longs. La plupart du temps, le headbanger, celui qui pratique le headbang, conserve son corps immobile en ne remuant que la tête. Il arrive aussi que celui-ci utilisent ses bras pour exécuter le air guitar qui consiste à mimer les gestes d'un guitariste. Certains miment aussi les gestes d'un batteur. Le pogo est une danse qui se pratique en groupe en se poussant et se bousculant les uns les autres. Sa variante hardcore et plus violente est appelée mosh pit. Parfois des cercles de pogo appelés circle pits sont formés. On peut aussi voir des wall of death (ou Braveheart), qui consistent à séparer la foule en deux parties (laissant un grand espace entre les deux parties) pour ensuite se charger à grande vitesse (comme deux armées) une fois la musique commencée. D'autres mouvements au sein de la culture metal incluent le stage diving (littéralement, plongée de la scène) où l'on plonge dans la foule à partir de la scène. Le crowd surfing, body surfing ou plus couramment slam consiste à se laisse porter par la foule de manière allongée.

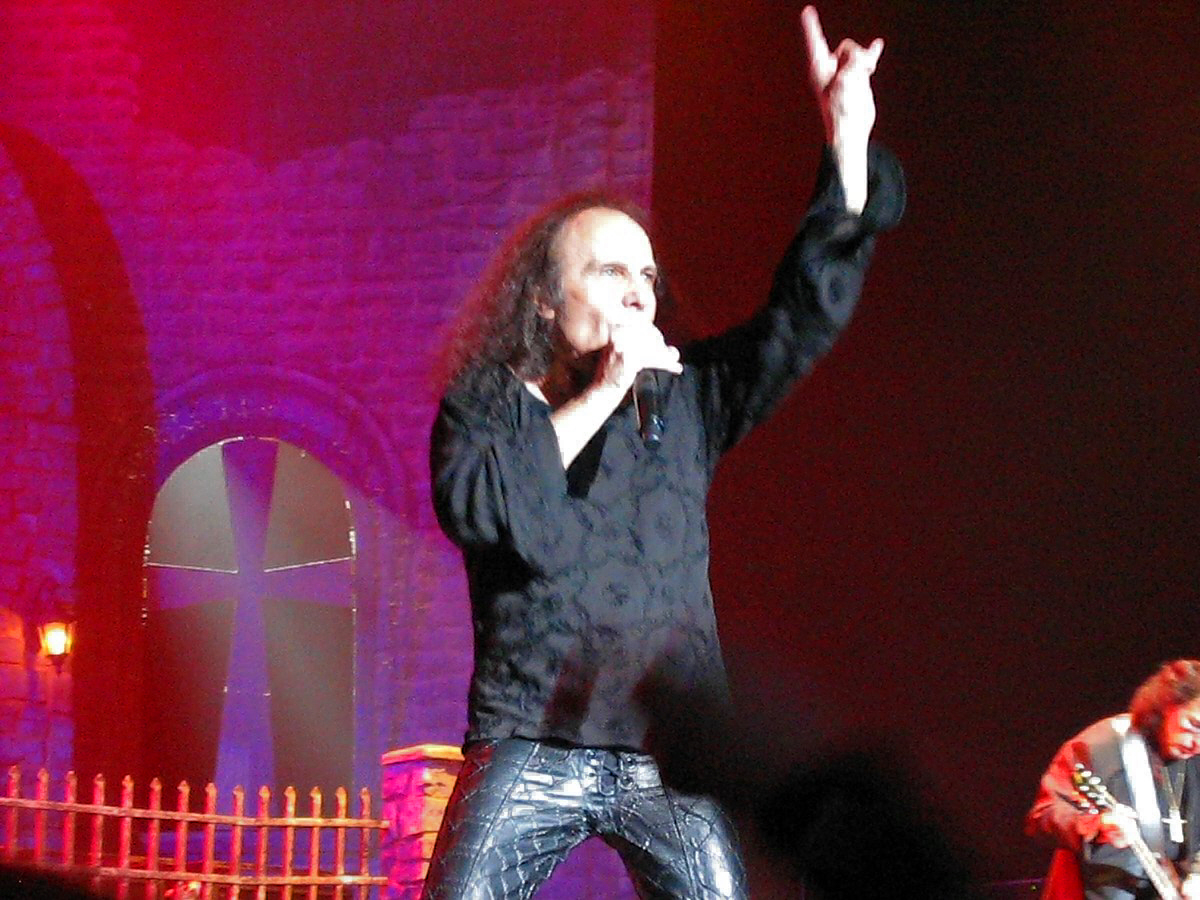
Ronnie James Dio exécutant le « signe des cornes » durant un concert de Heaven and Hell

Comme dans la majorité des sous-cultures, les metalleux utilisent plusieurs symboles. Le plus répandu et le plus reconnu est sans contredit le « signe des cornes » popularisé par Ronnie James Dio alors qu'il était le chanteur de Black Sabbath. Ce signe est exécuté en levant l'index et le petit doigt de la main tout en repliant les autres doigts. Ce symbole porte plusieurs autres noms tels que « signe du diable », « cornes du metal » et « salut à Satan ». Ce signe n'est pas exclusif au metal et existait bien avant. C'est Dio qui le popularisa au sein de la culture metal en l'empruntant de sa grand-mère italienne qui l'utilisait afin de conjurer le mauvais œil. Dio a commencé à utiliser ce signe lorsqu'il a rejoint Black Sabbath en 1979. Ozzy Osbourne qui était le chanteur que Dio remplaça au sein de Black Sabbath était connu pour utiliser le signe de la paix qui consiste à former un V en levant l'index et le majeur durant les concerts. C'est avec la volonté de connecter avec les fans que Dio a voulu aussi utiliser un signe de la main, mais, ne voulant pas copier Ozzy, il décida d'utiliser le signe que sa grand-mère faisait constamment.

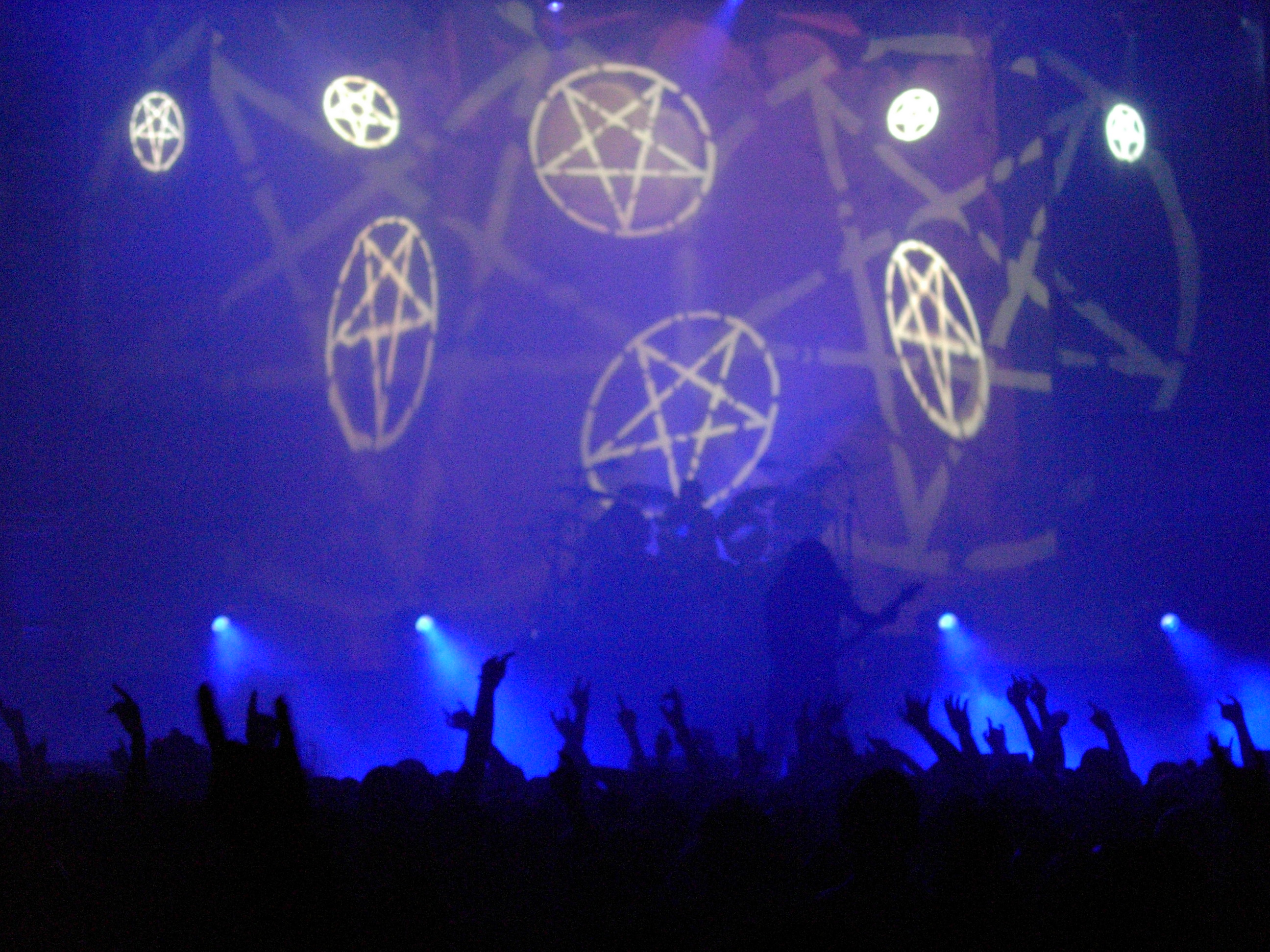
Pentacles inversés durant un concert de Slayer

Des signes sataniques et anti-chrétiens sont utilisés par certains metalleux et souvent utilisés par les groupes. Ces symboles comprennent principalement le pentagramme et la croix inversés. Le fait d'utiliser ces symboles n'implique pas nécessairement l'adhésion au culte satanique. En effet, pour la plupart des metalleux, ces symboles sont utilisés comme représentation d'un sentiment de rébellion sociale et non directement contre la religion. Néanmoins, plusieurs mouvements ont discrédité le heavy metal en affirmant que celui-ci était relié au satanisme. Des groupes de fondamentalistes chrétiens étaient déjà en œuvre contre le rock 'n' roll dès 1960 et ont continué contre le metal par la suite. Ceux-ci tiennent des discours publics pour affirmer leurs inquiétudes par rapport aux influences que le heavy metal peut avoir sur les jeunes. Il arrive aussi que des ecclésiastiques prennent ouvertement la parole pour dénoncer le heavy metal.

## Authenticité
À l'instar de la culture punk, le terme « poseur » est utilisé dans la culture metal pour définir quelqu'un qui adopte la mode vestimentaire, la gestuelle ou le discours d'un metalleux sans adopter ou sans comprendre les valeurs fondamentales de la culture. Ce terme à valeur péjorative a pour fonction de décrire « une personne qui prétend habituellement être ce qu'elle n'est pas ». Les metalleux les plus puristes ont habituellement peu de respect pour les poseurs à cause de leur manque de sincérité et d'authenticité et ils ont l'habitude de les rejeter de la sous-culture,.
D'un autre côté, les metalleux en général rejettent aussi certains groupes de metal qui sont devenus trop commerciaux et qui ont un son trop propice à la radio. Les termes anglophones de « mainstream » et de « sell out » sont utilisés pour définir de tels groupes. Les groupes qui sont ainsi qualifiés sont ceux qui adoptent l'image et la symbolique du metal sans contribuer au système de valeurs qui s'y rattachent. Plusieurs metalleux mettent les groupes de nu metal et de metalcore dans cette catégorie à cause de leur musique qui entre trop dans la culture populaire et dans les genres de musique qui jouent à la radio et à la télévision.
Parfois, les groupes de metal chrétien sont qualifiés de « poseurs » puisque leur foi chrétienne entre en contradiction avec les valeurs générales de la culture metal. En effet, pour les métalleux extrêmes le fait que les fans de metal chrétien se soumettent à une autorité établie entre en conflit avec les valeurs fondamentales du metal. Cependant, plusieurs affirment que ceux qui choisissent la voie de la main droite ne devraient pas être remis en question au sein de la sous-culture, mais que, en même temps, ce fait ne devrait pas être promu au sein du metal. D'un autre côté, le terme « poseur » de par sa définition ne peut être apposé aux fans du metal chrétien puisqu'ils sont intègres et authentiques dans leurs convictions.

## Culture internationale
Le metal s'est d'abord développé au Royaume-Uni, mais, aujourd'hui, il y a des metalleux présents dans tous les pays de la planète. Les pays développés et l'Europe de l'Ouest sont les endroits où les métalleux sont en plus grandes concentrations. Cependant, même dans les pays musulmans très conservateurs du monde arabe, une culture metal en développement existe (Infernal surfing au Maroc ou encore Litham en Algérie) malgré le fait que les autorités judiciaires ou religieuses ne le tolèrent pas. En effet, par exemple, en 2003, plus d'une douzaine de fans marocains de groupes de heavy metal furent emprisonnés pour avoir « porté atteinte à la foi islamique » avec leur musique « satanique ».

## Religions et croyances

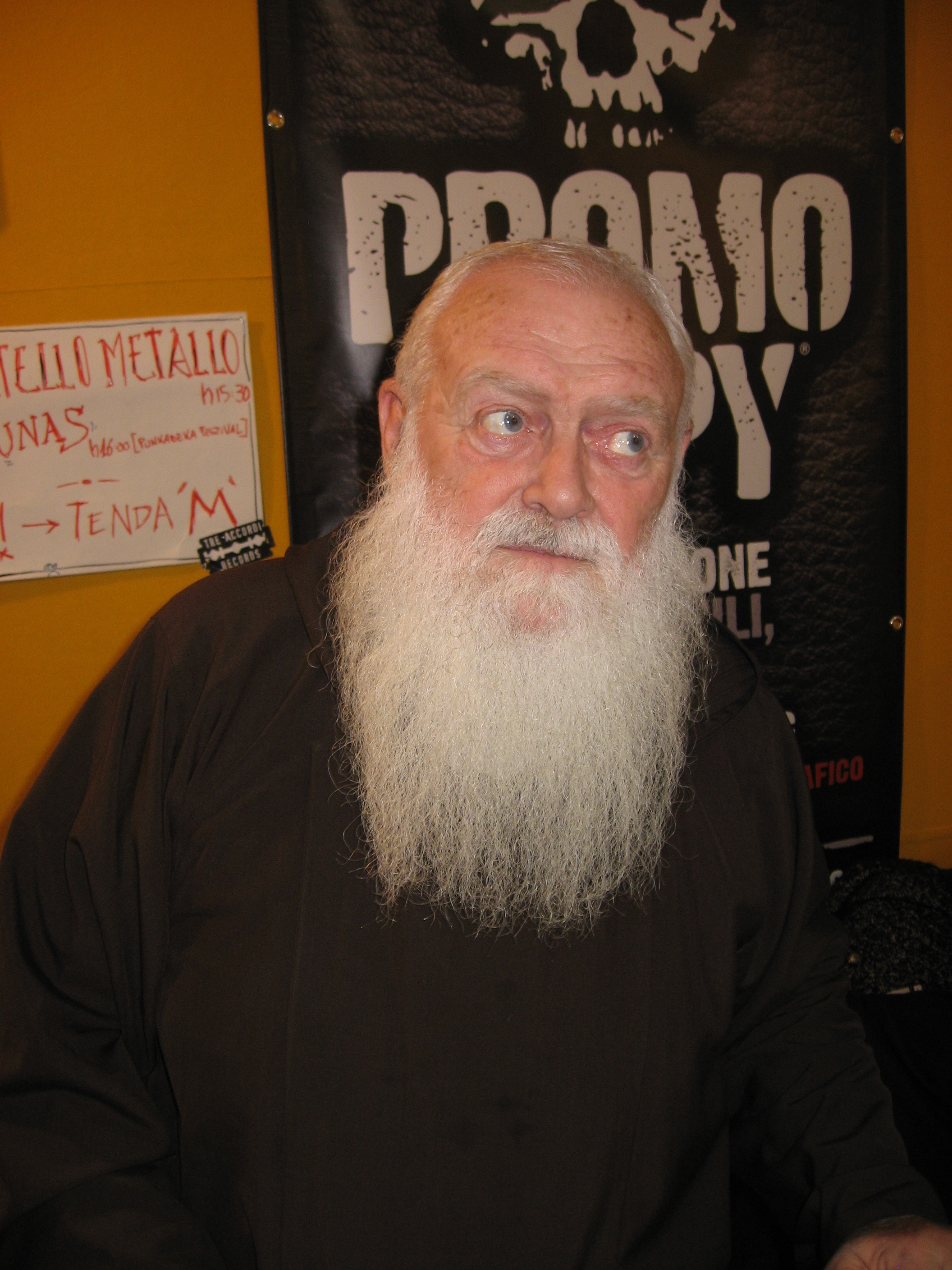
Frère Cesare Bonizzi, moine et chanteur de heavy metal

Les metalleux sont pour la plupart athées ou agnostiques. Il existe aussi un nombre important de metalleux chrétiens qui ont notamment créé le sous genre du metal chrétien. Par exemple, le chanteur et bassiste du groupe de thrash metal Slayer, Tom Araya, a affirmé qu'il était un croyant catholique malgré des titres d'albums comme God Hates Us All et Hell Awaits (littéralement, « Dieu nous hait tous » et « L'enfer attend »). Lorsqu'il est interrogé à ce sujet, Tom Araya répond simplement que ce sont de bons titres et que sa musique ne reflète pas nécessairement ses croyances personnelles que c'est comme une pièce de théâtre ou un film. De plus, Cesare Bonizzi est un moine des frères mineurs capucins qui est le chanteur du groupe de heavy metal Fratello Metallo.

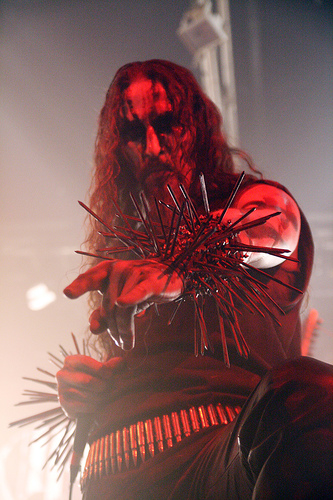
Gaahl, chanteur de Gorgoroth

Bien qu'assimilés par beaucoup de personnes au satanisme, il n'y a qu'un faible nombre de metalleux croyant réellement en Satan. En réalité le mot « satanisme » s'avère souvent trompeur, car si le satanisme fait partie de la culture metal, il s'agit majoritairement de satanisme LaVeyen et non de satanisme théiste. Le sataniste LaVeyen ne voue aucun culte à Satan, au contraire cette philosophie développée par Anton Szandor LaVey, prône la totale liberté des hommes de ne pas suivre les dogmes religieux ni de vénérer aucune divinité et d'être leur propre dieu. Ils ne vénèrent donc aucunement Satan, ils sont athées, mais se différencient de simples athées par le fait qu'ils sont profondément anti-religion, et Satan est à la base de l'anti-religion, c'est son arme. C'est surtout dans le black metal que l'on retrouve ce genre de satanistes. Des groupes de black metal norvégiens tels que Gorgoroth, Mayhem, Emperor et  Burzum ont clairement menacé et cautionné des actes de violence envers le christianisme allant même jusqu'à démontrer cette violence eux-mêmes, notamment avec l'Inner Circle, organisation quasi terroriste regroupant des membres de groupes de Black Metal véritablement anti-chrétiens et s'opposant aux « faux » métalleux. Ainsi, au début des années 1990, des membres de groupes comme Paradise Lost ou Deicide furent menacés de mort, et plusieurs églises chrétiennes furent incendiées dans des pays scandinaves, par l'Inner Circle. Gaahl, ancien chanteur de Gorgoroth, a déclaré qu'il cautionne entièrement les incendies d'églises et qu'il aurait dû y en avoir davantage dans le passé et qu'il y en aura encore dans le futur. Varg Vikernes, créateur du projet musical solo Burzum, fut reconnu coupable et emprisonné pour avoir assassiné Euronymous guitariste de Mayhem et pour avoir incendié des églises en bois debout en Norvège.
Mais il y a bien aussi des véritables satanistes profondément croyants, bien que minoritaires, comme Jon Nödtveidt le leader de Dissection ou Selim Lemouchi. Ces deux musiciens ont connu une fin tragique en mettant fin à leur jour volontairement.

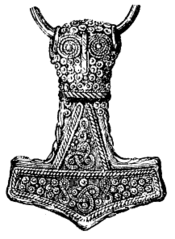
Mjöllnir, le marteau de Thor

Les croyances comme le paganisme et la mythologie nordique sont beaucoup utilisées au sein de la musique metal comme thèmes tout comme le satanisme. Les groupes utilisant cette thématique et ces symboles sont qualifiés de Viking Metal, catégorie majoritairement composée de groupes de folk metal, souvent d'origine scandinave. Les metalleux adeptes de cette musique arborent des symboles liés à la mythologie nordique comme le marteau de Thor, souvent tatoué ou porté en pendentif.
Récemment, des groupes de metal ont émergé dans les pays arabo-musulmans tels que le Maroc, l'Algérie et la Tunisie avec notamment les groupes Arkan, Acyl et Myrath.

## Relations avec les autres sous-cultures

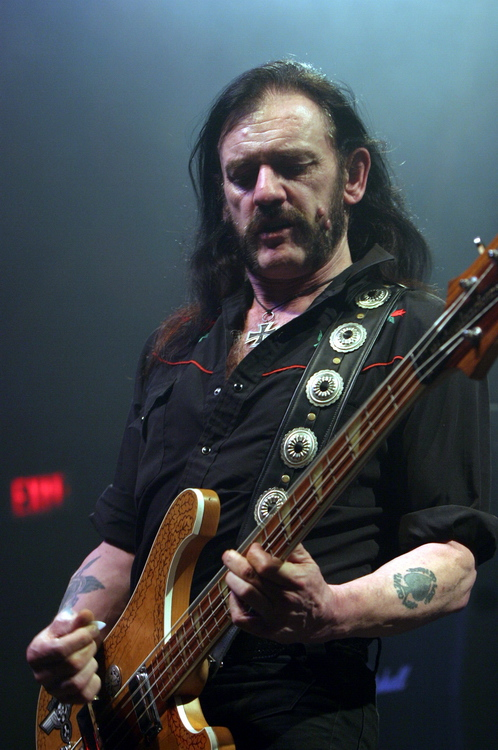
Motorhead en live aux Reds, Edmonton, en mai 2005.

Le hard rock est apprécié par beaucoup de metalleux, la frontière entre celui-ci et le metal traditionnel étant souvent mince voire imperceptible. Au début, le heavy metal était synonyme de hard rock, ce n'est que par la suite que la dissociation s'est faite, le metal s'éloignant de plus en plus des racines blues du hard rock. Ce sont surtout les metalleux des premières heures qui apprécient les groupes de hard rock tels que Led Zeppelin, Scorpions, AC/DC, Deep Purple et Queen. Il n'est d'ailleurs pas rare de voir des groupes de hard rock comme Lynyrd Skynyrd, Kiss, Scorpions ou encore ZZ Top se produire au festival Hellfest, le plus important rassemblement d'amateurs de metal en France.
Certains metalleux sont aussi amateurs de punk rock. D'ailleurs, le thrash metal a été influencé par le punk hardcore. Les groupes thrash très fortement influencés par le punk hardcore sont considérés comme du crossover thrash. Certains groupes ont joué du hardcore avant de se tourner vers un son plus thrash. Le chanteur et bassiste de Motörhead, un groupe de heavy metal, Lemmy Kilmister, a déclaré qu'il ressentait généralement plus de parenté avec les musiciens du punk rock qu'avec ceux du metal. Il joua en effet dans le groupe de punk rock britannique The Damned. Motörhead a écrit une chanson pour rendre hommage à un groupe américain de punk rock, les Ramones, intitulée R.A.M.O.N.E.S.. Lemmy a également déclaré que son groupe avait plus de points en commun avec The Damned qu'avec Black Sabbath et qu'il n'avait rien en commun avec Judas Priest. À la question quel est le genre de musique que Motörhead joue, il répond que c'est tout simplement du rock 'n' roll.

### Filmographie
- (en) Jeff Krulik et John Heyn, Heavy Metal Parking Lot, 1986
- (en) Sam Dunn, Metal : A Headbanger's Journey, Warner Home Video, 2005
- (en) Sam Dunn, Global Metal, Warner Home Video, 2008